# Comarque d'Arnedo
Pour les articles homonymes, voir Arnedo (homonymie).
La comarque d'Arnedo est une comarque de la Communauté autonome de La Rioja (Espagne). Elle est située dans la Rioja Baja, dans une zone de Vallée.

## Municipalités de la comarque
- Arnedillo
- Arnedo
- Bergasa
- Bergasillas Bajera
- Cornago
- Enciso
- Grávalos
- Herce
- Munilla
- Muro de Aguas
- Préjano
- Quel
- Santa Eulalia Bajera
- Villarroya
- Zarzosa.